# Krystyna Pawlak
Krystyna Pawlak – polska naukowiec, diagnosta laboratoryjny, profesor nauk medycznych.

## Życiorys
Od 1988 zatrudniona na Akademii Medycznej w Białymstoku, gdzie w 1992 pod kierunkiem prof. Michała Myśliwca z Kliniki Nefrologii obroniła pracę doktorską "Wpływ erytropoetyny na inhibitory układu fibrynolizy u chorych na mocznicę" uzyskując stopień naukowy doktora nauk medycznych.  W 2005 na podstawie osiągnięć naukowych i złożonej rozprawy "Stres oksydacyjny a zmiany miażdżycowe u pacjentów z przewlekłą niewydolnością nerek" otrzymała stopień naukowy doktora habilitowanego nauk medycznych. W 2012 uzyskała tytuł naukowy profesora.
Od 2012 kierownik Zakładu Farmakoterapii Monitorowanej UMB, w którym od 2008 zatrudniona była na stanowiskach adiunkta i profesora nadzwyczajnego.  W 2012 otrzymał tytuł naukowy profesora z rąk prezydenta Bronisława Komorowskiego. Wcześniej pracowała w I Klinice Nefrologii z Oddziałem Transplantacji i Pododdziałem Dializoterapii.
Prywatnie żona profesora Dariusza Pawlaka.